# Juliet Anderson
Juliet Anderson, pseudonimo di Judith Carr (Burbank, 23 luglio 1938 – Berkeley, 11 gennaio 2010), è stata un'attrice pornografica e regista statunitense.

## Biografia
È entrata nel mondo del porno a 39 anni, nel 1978, ed è stata attiva come attrice fino al 2001. Il suo primo film hard è Desiree la grande insaziabile (Pretty Peaches) di Alex de Renzy, del 1978. È apparsa in quasi 70 film, tra cui i primi due della saga Taboo. Nel 1985 ha abbandonato l'industria pornografica, salvo farvi ritorno dieci anni dopo. 
Nel 1999 ha diretto un film hardcore amatoriale, Ageless Desire, con la partecipazione di oltre 50 coppie reali, compresa lei con il marito. Sin dalla sua fondazione è stata inserita nella Hall of Fame degli AVN Awards e nel 1999 in quella degli XRCO.
È deceduta l'11 gennaio 2010, all'età di 71 anni, nella propria casa a Berkeley in California.

## Riconoscimenti
- AVN Awards
  - 1995 – Hall of Fame[3]
- XRCO Award
  - 1999 - Hall of Fame[4]

## Filmografia

### Attrice
- Desiree la grande insaziabile (1978)
- Perfect Gift (1979)
- Shoppe Of Temptations (1979)
- Summer Heat (1979)
- Swedish Erotica Film 237 (1979)
- Swedish Erotica Film 290 (1979)
- Swedish Erotica Film 300 (1979)
- Swedish Erotica Film 339 (1979)
- Tangerine (1979)
- That's Porno (1979)
- Aunt Peg (1980)
- Body Candy (1980)
- Coed Fever (1980)
- Gypsy Ball (1980)
- Potpourri (1980)
- Randy the Electric Lady (1980)
- Rockin' with Seka (1980)
- Skin on Skin (1980)
- Swedish Erotica Film 352 (1980)
- Taboo (1980)
- Femmine scatenate (1980)
- Undulations (1980)
- 8 to 4 (1981)
- Aunt Peg Goes Hollywood (1981)
- Aunt Peg's Fulfillment (1981)
- Beyond Your Wildest Dreams (1981)
- Experiences (Manhattan Mistress), regia di Joe Davian (1981)
- Erotic Interludes (1981)
- Girl's Best Friend (1981)
- Love Goddesses (1981)
- Manhattan Mistress (1981)
- Outlaw Ladies (1981)
- Physical (1981)
- Swedish Erotica 1 (1981)
- Swedish Erotica 13 (1981)
- Swedish Erotica 14 (1981)
- Swedish Erotica 15 (1981)
- Swedish Erotica 2 (1981)
- Swedish Erotica 21 (1981)
- Swedish Erotica 24 (1981)
- Swedish Erotica 3 (1981)
- Swedish Erotica 4 (1981)
- Swedish Erotica 6 (1981)
- Swedish Erotica 7 (1981)
- Vista Valley PTA (1981)
- All About Angel Cash (1982)
- All the King's Ladies (1982)
- Big Boob Babys (1982)
- Erotic World of Angel Cash (1982)
- Erotica Collection 6 (1982)
- Fox Holes (1982)
- It's Called Murder Baby (1982)
- Kitty Shayne's Fantasies (1982)
- Mistress 1 (1982)
- Purely Physical (1982)
- Swedish Erotica 43 (1982)
- Taboo 2 (1982)
- Bound (1983)
- Coffee Tea or Me (1983)
- Cumshot Revue 1 (1983)
- Dixie Ray Hollywood Star (1983)
- Fantasex Island (1983)
- Flight Sensations (1983)
- Hustler Video Magazine 1 (1983)
- Lusty Ladies (1983)
- Reel People (1983)
- San Fernando Valley Girls (1983)
- Swedish Erotica Superstars Featuring Seka (1983)
- Blue Ribbon Blue (1984)
- Educating Nina (1984)
- Eighth Erotic Film Festifal (1984)
- Erotic Fantasies: Women With Women (1984)
- Hot Ones (1984)
- Insatiable 2 (1984)
- Seka Story (1984)
- Cumshot Revue 2 (1985)
- Dirty Pictures (1985)
- Erotic Fantasies: John Leslie (1985)
- Erotic Gold (1985)
- Erotic Gold 2 (1985)
- Physical 2 (1985)
- With Love Annette (1985)
- Classic Swedish Erotica 3 (1986)
- Classic Swedish Erotica 9 (1986)
- Titty Committee (1986)
- Classic Swedish Erotica 27 (1987)
- Classic Swedish Erotica 33 (1987)
- Legends of Porn 1 (1987)
- Seka (1988)
- Taste of Little Oral Annie (1989)
- Legends of Porn 3 (1991)
- Swedish Erotica Hard 13 (1992)
- Swedish Erotica Hard 6 (1992)
- Swedish Erotica Hard 7 (1992)
- Blue Vanities 88 (1993)
- Blue Vanities S-537 (1993)
- Swedish Erotica Hard 15 (1993)
- Swedish Erotica Hard 16 (1993)
- Swedish Erotica Hard 24 (1993)
- Swedish Erotica Hard 29 (1993)
- Swedish Erotica Hard 31 (1993)
- Swedish Erotica Hard 36 (1993)
- Blue Vanities 247 (1995)
- Swedish Erotica Hard 6 (1992)
- Swedish Erotica Hard 7 (1992)
- Blue Vanities 88 (1993)
- Blue Vanities S-537 (1993)
- Swedish Erotica Hard 15 (1993)
- Swedish Erotica Hard 16 (1993)
- Swedish Erotica Hard 24 (1993)
- Swedish Erotica Hard 29 (1993)
- Swedish Erotica Hard 31 (1993)
- Swedish Erotica Hard 36 (1993)
- Blue Vanities 247 (1995)
- Dirty Bob's Xcellent Adventures 25 (1996)
- Masturbation Memoirs 2 (1996)
- Blue Vanities 276 (1997)
- Blue Vanities 277 (1997)
- Blue Vanities 296 (1998)
- Blue Vanities 307 (1998)
- Blue Vanities 319 (1999)
- Blue Vanities 325 (1999)
- Wadd: The Life and Times of John C. Holmes (2001)
- Blue Vanities 368 (2002)
- Little Oral Annie Rides Again (2003)
- Swedish Erotica 4Hr 1 (2003)
- Swedish Erotica 4Hr 12 (2003)
- Swedish Erotica 4Hr 14 (2003)
- Swedish Erotica 4Hr 2 (2003)
- Swedish Erotica 4Hr 4 (2003)
- Swedish Erotica 4Hr 6 (2003)
- Swedish Erotica 4Hr 7 (2003)
- Swedish Erotica 4Hr 9 (2003)
- Very Best of Desiree Cousteau (2006)
- Women Without Men (2006)
- Dorothy Lemay Taboo Teaser (2007)
- Lysa Thatcher: the Teenage Years (2007)
- Ron Jeremy Screws the Stars (2007)
- Swedish Erotica 102 (2007)
- Swedish Erotica 124 (2007)
- As Seen on 42nd Street (2012)
- Old Skool Bush Bonanza (2012)
- Retro Knob Slobbers On The Loose (2012)

### Regista
- All the King's Ladies (1982)
- Educating Nina (1984)